# Leire Iglesias
Leire Iglesias Armiño (* 7. April 1978 in Portugalete) ist eine ehemalige spanische Judoka. Sie war Europameisterschaftszweite 2008 im Mittelgewicht.

## Sportliche Karriere
Die 1,75 m große Leire Iglesias kämpfte im Mittelgewicht, der Gewichtsklasse bis 70 Kilogramm. Vor 1997 reichte die Gewichtsklasse bis 66 Kilogramm. 
Iglesias war Dritte der Junioreneuropameisterschaften 1995. 1996 gewann sie ihren einzigen spanischen Meistertitel. Im gleichen Jahr siegte sie beim Weltcupturnier in Sofia und belegte den zweiten Platz bei den Juniorenweltmeisterschaften. 1999 gewann sie eine Bronzemedaille bei der Universiade in Palma de Mallorca. 2002 folgte eine Bronzemedaille bei den Weltmeisterschaften der Studierenden und 2003 eine weitere Bronzemedaille bei der Universiade in Jeju. 
Bei den Europameisterschaften 2005 nahm sie erstmals an internationalen Meisterschaften teil, unterlag aber im Achtelfinale der Italienerin Ylenia Scapin. 2006 war sie noch einmal Dritte bei den Weltmeisterschaften der Studierenden. Anfang 2007 gewann sie das Tournoi de Paris, wobei sie im Finale ihre spanische Dauerrivalin Cecilia Blanco bezwang. Bei den Weltmeisterschaften 2007 in Rio de Janeiro unterlag sie zum Auftakt der Ukrainerin Maryna Pryschtschepa, kämpfte sich aber über die Hoffnungsrunde zum siebten Platz vor. 2008 bezwang Iglesias im Halbfinale der Europameisterschaften in Lissabon die Ungarin Anett Mészáros, im Finale unterlag sie Ylenia Scapin. Bei den Olympischen Spielen in Peking unterlag sie im Viertelfinale der Deutschen Annett Böhm. Mit zwei Siegen in der Hoffnungsrunde erreichte sie den Kampf um eine Bronzemedaille, den sie aber gegen die Niederländerin Edith Bosch verlor. In ihrem letzten internationalen Wettkampfjahr gewann Iglesias 2009 noch eine Bronzemedaille bei den Mittelmeerspielen in Pescara.